# 大島由佳
大島 由佳（おおしま ゆか、1978年3月22日- ）は、北海道札幌市出身の元アナウンサー。現在は医師。

## 略歴
聖心女子大学卒業後、2000年に鹿児島讀賣テレビ(KYT)入社。同年10月から『KYTニュースプラス1』のキャスターを務める。2002年、故郷の札幌市に戻るとともに北海道放送(HBC) へ移籍し、2004年3月末をもって退社した。
その後、大学の医学部に入学し、現在は医師として勤務している。

## 出演

### KYT時代
- KYTニュースプラス1

### HBC時代
- アンカー!
- ビタミンTV